# 虎咬狮
虎咬狮（英語：Hor Ka Sai），一种马来西亚特色饮料，最初源自霹雳州太平，是由南洋咖啡和美禄（麦芽巧克力饮料）混合而成。虎咬狮可冰饮或热饮，口感醇厚浓郁、风味独特。

## 制作
虎咬狮是由咖啡烏與美祿组成，以1:4的比例進行調配。首先倒入美禄，加入炼乳，再将黑咖啡倒入饮料中，并加入淡奶。虎咬狮冷热饮皆可。

## 起源
根据文史田野工作者李永球考证，虎咬狮（福建话：hó͘-kā-sai）饮品最初是在1950至60年代左右由太平人所创造，之后流行至北马乃至全国各地。之所以取名「虎咬狮」的原因难以考究，一说比喻喝了这种饮料后，能让人精力充沛，如同「老虎咬狮子」般勇猛。
另一说「某咬某」的名词，实际上是闽南语为混合食品所取的常见字眼。例如《闽南话漳腔辞典》收录有「虎咬猪」（福建话：hó͘-kā-ti）一词，该食品是将甜和咸的年饼黏在一起油炸，又写作「虎咬甜」。而太平正是盛行漳州音福建话的地区。
也有说是取自广东话词汇「好架势」（粤语：hou2 gaa3 sai3），意为够威风、有气派。

## 其他
虎咬狮在北马多地相当流行，包括槟城北海和大山脚等，有其他不同称呼，如「MC」（Milo Coffee）、「咖啡掺美禄」、「可可滴咖啡」等等。台湾的部分便利店也有售卖虎咬狮饮料。
马来西亚有另一种饮料名为「馁士罗」（Neslo），为取咖啡精（速溶咖啡粉）混合美禄，但虎咬狮制作方法不同，虎咬狮是将冲泡的传统南洋咖啡和美禄直接混合。
霹雳州太平附近的十八丁有另一种饮料，名为「狮咬虎」，则是由茶加美禄冲泡而成。